# Sumpklocka
Sumpklocka (Campanula aparinoides) är en klockväxtart som beskrevs av Frederick Traugott Pursh. Enligt Catalogue of Life ingår Sumpklocka i släktet blåklockor och familjen klockväxter, men enligt Dyntaxa är tillhörigheten istället släktet blåklockor och familjen klockväxter. Arten har ej påträffats i Sverige. Inga underarter finns listade i Catalogue of Life.

## Bildgalleri

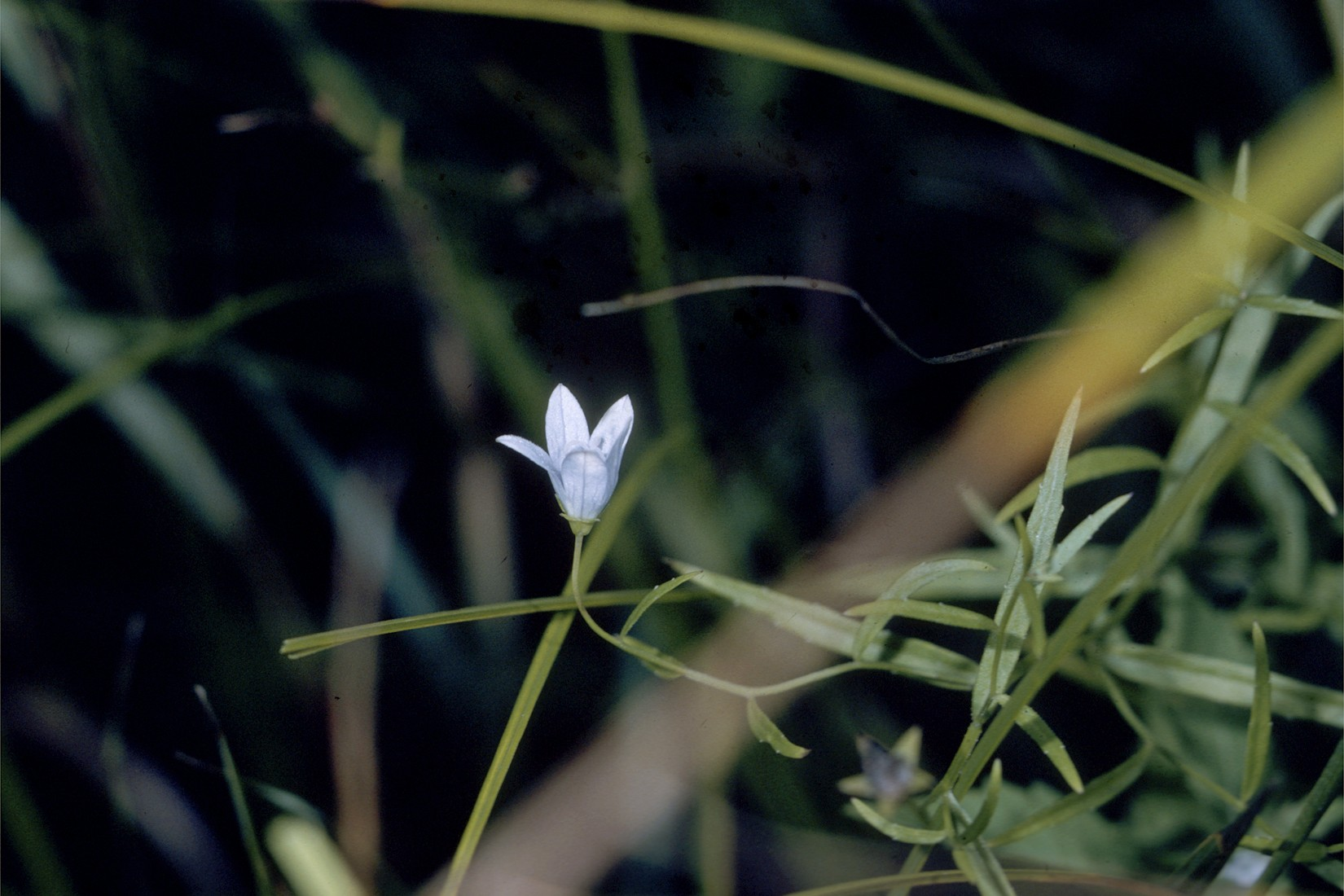
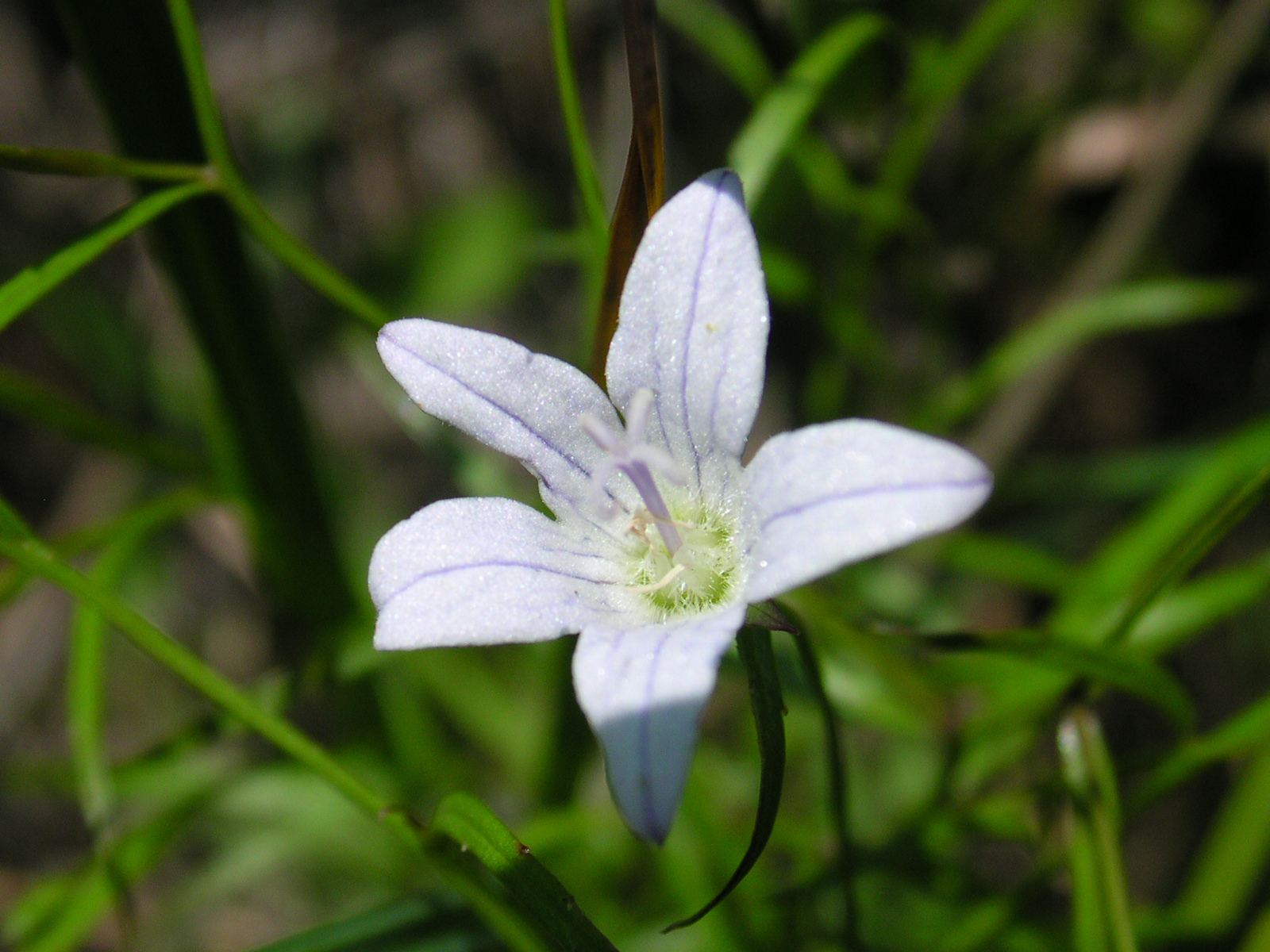